# Gerd Schlesinger
Gerd Schlesinger (* 12. September 1960 in Steinheidel-Erlabrunn) ist ein deutscher Buchautor, Glockensachverständiger und Türmer der Großen Kreisstadt Schwarzenberg.

## Leben
Schlesinger wuchs in Schwarzenberg auf und kam als Glockenjunge und Kirchenhilfe seines Großonkels, des Glöckners an der St.-Georgen-Kirche, früh mit den Inhalten seines späteren Berufs in Berührung. Auf eine landwirtschaftliche Lehre folgten eine Ausbildung in der Evangelisch-Lutherischen Landeskirche Mecklenburgs und eine Tätigkeit als Kantorkatechet in Krakow am See. 1986 kehrte er nach Schwarzenberg zurück und übernahm die Küsterstelle an der St.-Georgen-Kirche, die bereits seit dem 17. Jahrhundert Mitglieder der Familie innegehabt hatten. 1988 wurde Schlesinger Glockenfachberater für die Kirchenkreise Aue und Werdau. Später ließ er sich an der HfKM in Regensburg zum Glockensachverständigen ausbilden. Er füllte die Stelle bis 1999 aus. Nach einem Dienstunfall 1992 wurde Schlesinger erwerbsunfähig, vier Jahre später gründete er den Vorgänger des heutigen Türmer-Verlags, in dem er zumeist eigene Schriften veröffentlichte. Seit 1999 ist er mit einem Mandat der CDU parteiloses Mitglied im Schwarzenberger Stadtrat. 2009 initiierte er die Aufstellung der Friedensglocke auf dem Fichtelberg. Schlesinger ist Mitglied der Europäischen Nachtwächter- und Türmerzunft, veranstaltet Führungen in historischer Türmerkleidung und hält Vorträge zu heimatkundlichen Themen.

## Werke (Auswahl)
- (mit Andreas Anger) Der Zimmerer von Schwarzenberg: ein Roman aus dem Erzgebirge. Schwarzenberg, 1996
- Steinige Wege: eine historische Erzählung aus der Zeit nach dem Dreißigjährigen Krieg im Erzgebirge. Schwarzenberg: Totenstein-Verlag, 2000
- Arzgebirgische Ufenbankgeschichten : heitere Erzählungen in erzgebirgischer Mundart. Schwarzenberg: Türmer-Verlag, 2006
- (mit Arnfried Viertel) Rittersgrüner Glocken- und Turmgeschichten. Schwarzenberg: Türmer-Verlag, 2007
- Schwarzenberg. Erfurt: Sutton-Verlag, 2009